# 味觉

味蕾

味觉是一种受到直接化学刺激而产生的感觉，由五种味道——甜、鹹、苦、酸和鲜组成，其中最后一种味道是近期才予以承认的。味觉指的是能够感受物质味道的能力，包括食物、某些矿物质以及有毒物质的味道，与同属于化学诱发感觉的嗅觉相比是一种近觉。大多数动物其口腔中都有味觉感受器，然而相对低等的动物在其它部位可能会存在额外的味觉感受器，例如鱼类的触须及昆虫足末端的跗节和触角。和其它多数脊椎动物一样，人类对于味道的实际感受还受到不太直接的化学刺激感受器——嗅觉的深度影响，我们所闻到的味道在大脑中和味觉细胞得到的刺激合成了我们认为的味道，當嗅覺缺損時，感受到的味道也就會跟著變動。
西方的专家传统上认为味觉有四种基本味道组成：甜、鹹、酸、苦。而日本的专家则识别出第五种味道——鲜味。最近，心理物理学和神经学建议味道还包括一些其它的元素（鲜味，我们最能感觉到的脂肪酸，以及金属和水的味道，虽然后者通常由于味觉的自适应性而被忽略）。味觉是中枢神经系统所接受的感觉中的一种。人类的味觉感受细胞存在于舌头表面、软腭、咽喉和会厌的上皮组织中等。

## 概述
神经科学长期以来认为存在四种基本的味道：甜、苦、酸和鹹。在1908年鲜味被第一次提出来，然而直到最近才被认定为第五种基本的味道，因为科学家们在2002成功复制出一种专门识别氨基酸的感受细胞。鲜味可以通过某些自由氨基酸——例如：谷氨酸单钠盐（味精的主要成份），引起的非鹹味感觉而得到验证。
其它可能存在的基本元素，例如通过某些脂肪酸（例如亚麻酸）而得到验证。而对於味觉是由基本元素组成的还是连续渐变的感觉，有些研究人员仍然认为这存在争议，就如视觉的问题一样。
所有的这些味觉在整个口腔中产生，而不是像通常被误解的那样，存在舌头不同区域对不同味道敏感度不同的味觉图。这个传言通常被认为是由于对一份德文课本的错误翻译造成的，而二十世纪初期在北美的学校中大量使用而流传出来的。对于不同化合物在不同区域有着轻微敏感度差别的情况确实存在，但这是不容易察觉出来的，并且和这种所谓的味觉图是否完全一致并没有得到确认。实际上，每一个味蕾（包含大约100个味觉感觉细胞），通常对化合物所引起的五种基本味道都能产生相应。
这些基本味道是那些人类通常能识别出来的味觉类型。人类的味觉是通过味蕾获得的，这些味蕾集中在舌头的上表面。除此以外，还可以在上腭中找到一些，这些额外的味蕾可以增强味觉的敏感度。科学家所描述的酸、鹹、苦、甜、鲜这五种味道，只是我们对口中食物认知的其中一部分。除此以外还包括由鼻子中的嗅上皮细胞所得到的嗅觉味道，由机械感受器得到的口感，以及由温度感受器得到的温度。其中，舌头尝到的和鼻子闻到的，被我们归纳组合成味道。

### 历史
在西方的文化中，存在基本味道的概念最早至少可以追溯到亚里士多德，他认为味道是由甜、苦、美味多汁的、鹹、辣、糙（澀）、辛和酸中的两种巧妙组合而成的。而古代中国的5元素哲学思想则列出了稍微不同的5种基本味道：苦、鹹、酸、甜和辛，实际上这更常见于中医理论中，一般谈论食物时会用辣代替辛。而日本和印度文化则增加了他们自己的第六种味道。
多年来，人类味觉的生物学书籍中都包含了一个表示味觉敏感度区域差异的味觉图，而实际上恰好相反，在舌头的所有区域都能品尝出所有的味道。

### 近期发现
所有基本味道的感受器都已被识别出来。其中酸和鹹是由感受器的离子通道接收的，而甜、苦、鮮则属于一种G蛋白耦合受体。
2005年11月，一组研究人员对鼠类进行试验后声称发现了存在第六种基本味道——脂肪类味道的证据，并且预测人类也可能有相同的感受器。在过去脂肪偶尔会被提出是一种可能的基本味道（Bravo 1592, Linnaeus 1751），但最终的分类放弃了（Haller 1751 and 1763）。

## 基本味道
长期以来，人们通常都接收存在有限的基本味道，这些味道组成了所有食物的味道，并且可以对此进行分组分类。和基础颜色一样，这些基本味道只对应人类的感受器，比如我们的舌头可以识别不同类型的味道。直到二十一世纪之前，我们认为这些味道可以分组成四种基本味道。直到最近，第五种味道鲜才被大量这一领域的作者所提出，因此可以认为，目前被广泛接受的基本味道有五种，包括：苦、鹹、酸、甜以及鲜味。

### 苦
苦是味觉中最敏感的一个，许多人将其理解为不愉快的、锐利的或者无法接受的感觉。常见包含苦味的食物和饮品包括咖啡、原味巧克力、南美的巴拉圭茶、橘子酱、苦瓜、啤酒、苦精、橄榄、桔皮、十字花科的许多植物、蒲公英嫩叶以及莴苣等。在金鸡纳树树洞积水中发现的奎宁也因为其苦味出名，平均只需要0.000008摩尔的奎宁就可以引起苦味（注：约2.5毫克）。其它物质引起苦味的阈值通常与奎宁作比较，奎宁的苦度被定义为1 。比如，马钱子碱的苦度是11，这意味着比奎宁更苦，并且在更低的阈值下即可识别出苦味。而目前已知最苦的物质是苦度为1000的人造化合物苯甲地那铵，被用作厌恶剂来加入到有毒物质中以避免误食。这是1958年研究一种局部麻醉剂利多卡因的时候，被苏格兰爱丁堡的麦克法伦·史密斯发现的。 
研究表明，TAS2R（味觉感受器类型2）系列的感受器，例如TAS2R38是与G蛋白味导素耦合来得到人类所尝出苦味能力的。他们除了通过尝出不同的苦味配体之外，还通过感受器本身的形态（表面、单体）来获得这种尝出苦味的能力。研究人员用两种人造物质苯硫脲（PTC）以及丙硫氧嘧啶（PROP）来研究苦味感受器的相关基因。对于某些人来说，这两种物质都是苦的，而对于其它一些人来说则似乎尝不出来。而有些人则被认为是超级品尝家，这些人认为PTC和PROP都是极端发苦的物质。人们对这两种物质的苦味敏感度差异来自于TAS2R38的两种常见等位基因上。对于研究遗传学的人来说，这种品尝苦味能力的基因差异已成为一种非常有吸引力的研究领域。此外，对于研究进化论以及研究健康学的人来说，也是一个有趣的领域 ，因为PTC的品尝能力和品尝其它众多自然苦味化合物的能力是有关的，其中许多被认为是有毒的。而能在低阈值下品尝出这些苦味有毒的化合物，是一个很重要的保护机制  。植物的树叶通常含有有毒化学物，甚至在食叶灵长类动物中能观测到它们喜欢吃嫩叶的倾向，这些嫩叶通常含有更高的蛋白质及较低的纤维和有毒物质。在人类的世界裡有许多食物处理技术，这些技术能去除原本不宜食用的食物中的有毒物质，并让其变得更加可口。近年来，研究人员推测这种对TAS2R族有关基因的选择性限制被弱化的现象，与这部分基因的高突变和（或）假基因化概率有关。

### 鹹

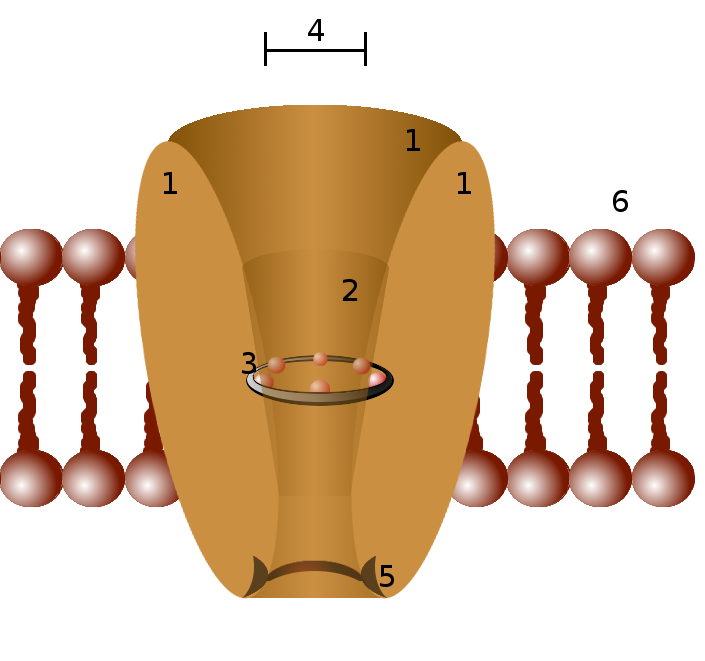
离子通道示意图。

咸味通过味觉细胞上的离子通道感知，主要是由钠离子引起的。其它碱金属离子也可以使人尝出咸味，不过离钠越远的咸味越不明显。比如锂离子和钾离子的大小和钠离子的大小最接近，因此也和钠离子的咸度最接近。与此相反，铷、铯离子的大小超大，因此其咸味相对会有差异。物质的咸度是以氯化钠作为基准的（就如拿奎宁作为苦度的基准一样），其值为1 。钾盐，例如氯化钾，也是盐物质的重要组成之一，其咸度为0.6 。而其它如氨盐的一价阳离子，以及元素周期表中碱土金属族的二价阳离子如钙离子，通常会激发苦味而不是咸味，虽然他们能够通过离子通道进入舌头的细胞中，并激发动作一电位。

### 酸
酸是一种检测化学酸的机制。引发酸味的物质的酸度以稀盐酸为基准，该基准值为1。作为比较，酒石酸的酸度为0.7，柠檬酸为0.46，碳酸为0.06 。检测酸味的机制和检测鹹味的机制类似，细胞表面的氢离子通道检测组成酸和水的水合氢离子（H3O+）浓度。
氢离子可以穿透氨氯吡脒敏感通道，但这并不是唯一的检测酸味大小的手段，其它通道已经在相关文献中提出。氢离子还会钝化能够超极化细胞的钾离子通道。酸通过摄入氢离子（使得细胞去極化），并且钝化超极化通道，使得味觉细胞发起一次神经刺激。此外，对于如碳酸这样的弱酸而言，存在碳酸酐酶将其转变为碳酸氢离子，以辅助弱酸的转运。包含酸味的常见自然食品是水果，例如柠檬、葡萄、桔子以及某些甜瓜。酒通常也含有少量某种酸。如果牛奶没有被正确保存，也会因发酵而变酸。除此之外，中国山西老陈醋也是以酸著称。

### 甜
甜通常指由糖引起愉快的感觉。某些蛋白质和一些其它非糖类特殊物质也会引起甜味。甜通常与连接到羰基上的醛基和酮基有关。甜味是通过多种G蛋白耦合受体来获得的，这些感受器耦合了味蕾上存在的G蛋白味导素。要获得甜的感觉，至少要激活两类“甜味感受器”，才能让大脑认为尝到了甜头。因此，能让大脑认为是甜的化合物必须是那些能够与两类甜味感受器或多或少能结合的物质。这两类感受器分别是T1R2+3（异质二聚体）以及T1R3（同质二聚体），它们对于人类和动物来说负责对所有甜味感觉的识别工作。
甜味物质的检出阈值是以蔗糖作为基准的，蔗糖甜度设定为1 。人类对蔗糖的平均检出阈值为每升0.01摩尔。对于乳糖来说，则是每升0.03摩尔，因此其甜度为0.3（在甜味剂列表中指出为0.35），5-硝基-2-丙氧基苯胺（超极甜味剂，可能有毒，在美国被禁用）则只需每升2微摩尔（甜度约为4000）。
所有的人類文化都偏好甜味的食物，對甜食的偏好，是普世人性的一部分。

### 鲜
鲜味是由如谷氨酸等化合物引发的一种味觉味道，通常能在发酵食品中发现。在英语中会被描述为肉味（meatiness）、风味（relish）或者美味（savoriness），日语則為旨味（日语：うまみ）。中文的鲜字，则是来自于鱼和羊一同烹制特别鲜，而将此两字组合指代鲜味的这一传说。中日两国的烹饪理论中，鲜味是一个很基础的要素，但在西方却不太讨论这一感觉。
人类存在接受氨基酸刺激的特殊味觉感受器。氨基酸是蛋白质的基础组件，它们在肉类、奶酪、鱼等富含蛋白质的食品中都可以轻易找到。例如，牛羊肉、意大利奶酪、羊乳干酪、生抽、鱼露中存在谷氨酸。在钠离子（食盐的主要成分）的共同作用下，谷氨酸是最鲜的。含有鲜味和鹹味的酱料在烹饪中非常受欢迎，例如在中餐中常用的生抽、鱼露，在西餐中则常用辣酱油。
1907年池田菊苗发明了味精（谷氨酸单钠盐）这种食品添加剂，它能产生极强的鲜味。除此之外，鲜味还可以通过核苷酸类的肌苷酸和鸟苷酸来获得。它们在许多富含蛋白质的食品中都可以找到。肌苷酸在许多食品中的含量都很高，例如用来做日本鱼汤的去骨吞拿干鱼片。鸟苷酸则在香菇中有很高的含量，而香菇则是许多亚洲菜的原材料之一。谷氨酸单钠盐、肌苷酸和鸟苷酸这三种化合物以一定的比例混合，可以互相增强其鲜味。
某些鲜味味蕾对于谷氨酸的相应方式和其对糖所引发的甜味的感受方式相同，谷氨酸能和许多不同的G蛋白耦合受体结合。

## 其它感觉
舌头其实可以获得有关食物的其它感觉，而不是仅仅局限于化学引起的味道，甚至仅局限于5种基本味道。还有很多舌头感受到的味觉是和触觉系统有关的。

### 油腻
近期的研究发现可能存在一种称为CD36感受器的味觉感受器，其能对脂肪产生反应，更具体的说是脂肪酸。这种感受器在家鼠中被发现，也很可能存在于其它的哺乳类动物。在实验中，存在某种阻碍该感受器发挥作用的基因缺陷的家鼠，对于含脂肪酸的食物不像普通家鼠那样特别青睐，并且在进食脂肪或油的时候，其消化系统无法应激产生胃酸等消化液。这一发现对理解对油类食物的各种行为提供了更好的解释，尽管还需要更多的实验来证实CD36感受器和识别脂肪之间的关系。

### 钙
2008年，基因学家在老鼠舌头上发现了一种CaSR钙感受器，这个感受器在消化道、肾脏以及大脑中被发现。和甜味感受器T1R3一样，CaSR感受器可以将钙检出并认为是一种味道。虽然人和老鼠的基因在很大程度上是相似的，但人类身上是否也存在这种现象仍然是未知的。

### 涩
某些食物，如含有单宁或草酸钙的未熟水果，会在口腔粘膜或者牙齿上引起一种微苦或者粗糙的感觉。有类似味道的食品还包括茶、红酒、馅饼菜、生柿子以及生香蕉。在英文中这类感觉有很多种说法，例如干（dry）、糙（rough）、躁（harsh，用于评论酒）、酸涩（tart）、略酸（rubbery）、辣（hard）和收敛的（styptic）。韩文떫다（tteolda），日文渋い（shibui），泰文ฝาด（fard），马来文kelat，菲律宾文pakla，波兰文cierpki，以及俄文вяжущий（vyazhuschiy）或者терпкий（terpky）都是指涩。尼泊尔文当中的कोक्कउनु（Kokkaunu）指的是干涩或者辛辣的，这个词可能是从芋头在当地的发音发展而来——芋头是一种植物的根部，其中富含草酸钙。
在印度的传统中，这是6种基本味道的其中一种（甜、酸、鹹、苦、辣和涩），而日本文化中的第六种味道是鲜。

### 金属味
大部分人都知道这是什么味道，例如二价铜离子以及硫酸铁等。或者以日常的场景说，口腔因某种情况下出血的时候，或者把单块铁质硬币放在舌头上，都会尝到。（注意：将不同金属的两块硬币置于口中，会因为电位差导致味觉响应，这并非金属的味道。）这时候不仅仅是味觉在发挥作用，同时嗅觉感受器也在发挥作用（Guth和Grosch，1990年）。这种能力并非为了让人们去品尝真正的金属，而是因为血液中含有铁离子（某些生物的血淋巴则以铜离子来替代铁离子的氧气运输功能），拥有这种能力能让肉食动物分辨猎物位置，或者让捕食动物热衷于含血的新鲜肉类食物。金属味很多人都知道，但是生物学家不太愿意将其归类为一种基本的味道。其中一个重要的原因是，它通常和我们日常吞食的食物没有什么关系。而支持者则对此提出抗议，认为人们确实可以轻易分辨出这种味道，因此金属味应该被认为是一种通过化学感受器获知的基本味道。

### 刺激
诸如乙醇和辣椒素等物质可以通过刺激三叉神经引起烧灼感，并同时刺激其它平常味觉感受器来获得。辣所引起的热感是通过激活神经中的TRPV1和TRPA1两个通道引起的。从辣椒中提取的辣椒素，以及从黑胡椒中提取出的胡椒碱，是两种主要的能引起辣味的来源。来自辣椒、胡椒、薑等的辣味是世界各地美食中的一种必要元素，例如埃塞俄比亚料理、匈牙利料理、墨西哥料理、韩式料理、马来西亚料理、印度菜、印尼菜、老挝菜、巴基斯坦料理、斯里兰卡料理、泰国菜以及中国的湖南菜、川菜等。
如果口腔组织有损伤或者过敏，则乙醇会给人不仅仅造成热感，还会让人感到痛楚。因口腔癌症而接受放射治疗的病患在饮酒时能感受到这种痛楚感。
这种感觉在技术上并不认为是一种味道，因为它是通过与化学感受器细胞锁链神经无关的另一组神经传递到大脑的。虽然在此时味觉神经也会被激活，但辣味中引起灼热感的实际是舌头上感受热量和痛楚的那组神经受到刺激所引起的。身体多数暴露的粘膜组织例如鼻腔、指甲缝以及伤口，尽管没有任何味觉感受器，也可以通过暴露在相同的热感配体下得到类似的热感。

### 清凉
某些物质可以激活冷感三叉神经感受器，人们可以通过诸如绿薄荷、薄荷醇、乙醇或者樟脑来获得这种清凉的体验。这其实是食物中的化学物质激活了神经中的TRPM8离子通道，因此引发了冷感。不像某些代糖所描述的那样，这些物质并非真的使得温度下降，而只是一种被诱发的幻觉而已。

### 麻
除了中国四川地区之外，图巴巴卡人的菜品种也包含了一种麻的味道，这种发麻的刺激感觉是由诸如花椒等香料引起的。川菜和印尼北苏门答腊省地区菜系通常将这种味道和辣椒引起的辣味相结合，制造一种麻辣的感觉。

### 醇厚
某些日本研究员这么称呼那种由标准氨基酸中含有乙醇基和硫醇基的氨基酸所引起的持久不断、满口溢香的醇厚感。

### 温度
温度是人类对味觉感受的一种关键元素。某些文化中，食物及饮品在温热时会被认为是美味的，而凉了的时候则会被认为不美味了，而另一些文化可能恰好相反。
某些代糖会有强烈的溶解热现象发生，例如山梨醇、赤藓糖醇、木糖醇、甘露醇、乳糖醇以及麦芽糖醇。这些物质的干燥形态在唾液中溶解时，可以感受到其温度变化。这些效应在某些情况下正好是我们想要的，例如在薄荷糖中加入山梨醇；而在另一些情况下却是我们不想要的，例如我们要做曲奇的时候。物质的结晶相通常由一个正的溶解热，因此在溶解的时候需要吸收热量而引发清凉的效应。而非结晶相物质则通常由负溶解热，因此会引起热感。

## 味觉研究
通常人们所说的味道以及据此讨论的味觉，都是指人类所感受的情况。一般研究的目的也是对人类食品工业的改进，或者避免人类误食有毒物质。因此，人们尝试搞清楚诸如不同人之间的味觉差异，如何通过调节各种味道的比例或者其它方法而改变对食物的喜好，以及味觉系统在人类身上的分布及发挥作用的情况。

### 超级品尝家
超级品尝家是那些拥有比寻常人更敏感味觉的人。通常更容易在女性中产生超级品尝家，此外亚洲人、非洲人和南美人也更容易出产超级品尝家。祖先是欧洲人的个体中，估计大约有25%的人口属于超级品尝家。对于这种对味道感觉被拔高现象的原因仍然是未知的，虽然可能的原因是这些人味蕾上的菌状乳头数目更多一些，或者至少是原因之一。人们尚未搞清楚这种现象的进化优势是什么。在某些情况下，高味觉敏感性尤其是苦味的高敏感性，可以帮助避免误食有毒植物而引起碱中毒。但是在其它环境下，这种高敏感性则缩窄了适口食物的范围。在高能量的现代世界裡，高味觉敏感可能对其心脏有好处，因为这可以减少对脂肪的摄取。不过反过来也可能因为减少对蔬菜的摄入，而增加其罹患癌症的风险。此外，这还可能是挑食导致摄入营养紊乱的一个原因。不过，挑食和超级品尝家之间没有必然联系。

### 後味
後味(aftertaste)是指食物吞嚥之後口腔中殘存的味道。後味有可能跟著之後入口的食物而改變。若藥物中含有人工香料或人工甜味劑，藥物也可能帶來殘餘的後味。

### 习惯味道
某些我们所喜欢的习惯味道对于其他没有经常接触的人来说可能是无法欣赏的，包括有强烈或者奇怪的气味、味道或者外观。这种对味道的习惯过程需要品尝着以一种希望学会欣赏的态度来品尝特定食物和饮品才能获得的。这种习惯过程应该说是值得的，因为世界各地所定义的美味通常是需要首先习惯这种味道。而美食鉴赏家则需要对品尝保持专业及公证。

### 混合味道——好坏结合
鹹、甜、鲜和酸通常是被认为能引起食欲的，苦则通常被认为是倒胃口的。那些引起食欲的味道驱动我们去寻找含有重要营养的食物，而倒胃口的味道则警示人们远离可能有潜在危害的物质。将这两种不同类型的味道混合在一起，则可能会向大脑发出混乱的信号。其结果是一种混乱的感觉，通常呕吐是第一个反应，因为不好的信号对于保命来说更重要。不过，成人通常会适应某些食物的混合味道。在咖啡中混合糖或者奶油是一个常见的例子，橄榄、浓奶酪、酸甜的中餐也属于这种例子。而其它的混合味道则是大多数人根本无法接受的，比如说，向热可可中倒入泡菜，或者往灵芝汤中倒入蜂蜜。

### 影响味觉的因素
各种化合物混合在一起所产生的味道并非将这些味道分别累加，许多基本味道会互相压制，因此增加某一种味道会削弱另一种味道。比如柠檬水是在稀释的柠檬汁添加糖而制成的，如果不加糖则会觉得非常的酸。加的糖越多，就越不会觉得酸。另一个例子是将极苦的奎宁和糖水混合而成的奎宁水，虽然其中的含糖量其实比很多软饮料高很多，但实际上人们并不喜欢这种药，因为他是苦的而不是甜的。
其它影响味觉的因素包括：
- 衰老
- 色彩/视觉损伤
- 荷尔蒙作用
- 基因差异;参见苯硫脲
- 口腔温度
- 药物及化学品
- 自然物质（例如非洲神秘果，其中的神秘果蛋白能够短暂的让人将原本酸的物质尝出甜味）
- 中枢神经瘤（尤其是颞叶病变），以及其它神经系统因素[44]
- 鼻塞
- 缺锌

特别值得注意的是，味道实际上是咀嚼过程中所有感觉的混合（比如味觉、触觉、化学灼热感以及嗅觉），其中的嗅觉在感觉味道的过程中占最主要的地位。

### 神经分布
味觉可以通过3种不同的头部神经到达大脑：
- 舌头前三分之二的面神经
- 舌头后三分之一的舌咽神经
- 会厌中局部区域中的迷走神经

### 味觉失调
- 味觉丧失
- 味觉障碍

### 调味剂
那些成为调味剂的化合物被用来增强食物中的甜或者鹹味，这可以用来避免过胖或者心脏疾病。研究人员发现，通过添加微量的某种化合物，可以增加实际的甜和鹹味，从而减少通常会实际加入的糖、盐及味精。许多商业化食品正在检验着这些增味剂的效果，人们是否会因此减少摄入的热量还有待检验，因为人们有可能因为和味觉无关的其它原因而大量摄取含糖食品。

## 各种生物的味觉
味觉作为一种最原始而有效的感觉系统，存在于大多数生物中，包括动物、植物甚至菌类。事实上这一系统对于生物的生存至关重要，因为可以使之趋向高营养方向发展或者运动，避免接触有毒物质等。最低等的生物，其化学感受器并未分化出味觉和嗅觉，甚至只是细胞表面的一些特殊的化学感受点。动物越高等，则其味觉感受器结构越複雜。同时对于拥有味蕾的高等动物来说，会随着年龄增长而逐渐损失味蕾。

### 原生动物
原生动物细胞的细胞膜上存在着一些特殊的化学感受点位，某些单细胞原生动物的这些化学感受点位会诱发一种简单的反复尝试行为，这种行为称为趋化性。一些细菌通过识别自身及同类所释放的化学物质来获得附近有多少同类的信息，进而控制自己的行为。

### 低等无脊椎动物
低等无脊椎动物的化学感受器在其特殊部位的表皮层中，由一种特殊的细胞组成。由于受限于其神经系统的原始性，这些化学感受器无论从形态还是结构上都并没有区分嗅觉和味觉。这些感受细胞直接通过向邻近的神经细胞或者效应器（如分泌细胞）释放化学物质来达到传递信息的目的。不同的动物其感受器所处位置是不一样的，例如：扁形动物涡虫在耳突和纤毛窝中，线形动物有头感器和尾感器，环节动物沙蚕有项器，软体动物的嗅检器在栉鳃上等。

### 昆虫
昆虫的化学感受器已经分化成味觉和嗅觉两种形式，其中的味觉感受器由一个毛原细胞和一个神经感觉细胞组成。原毛细胞向外部扩展出刚毛，而感觉细胞则嵌入到原毛细胞中，并且一端与刚毛接触，另一端穿过下层的上皮基底膜并形成神经纤维。这些感受器分布在昆虫的咽喉、唇瓣口器的须或足的附节上。据研究，其对蔗糖的灵敏度比人高出200倍。

### 脊椎动物
脊椎动物的味觉感受器已经变成味蕾的形式，其结构和模式都基本上类似。

#### 鱼类和两栖类动物
由于鱼类和两栖类动物绝大部分或大部分时间在水中生活，因此其味蕾除了分布于口腔内，还分布于口腔外表皮甚至全身都有分布。从两栖类动物开始，其舌头上的味蕾转变成蘑菇状，而非乳突型味蕾，这些味蕾藏在乳突结构周围的上皮凹陷处。

#### 爬行类及鸟类
爬行类及鸟类动物的喉部都有大量的味蕾，而舌头及上颚的味蕾却反而很少。这是因为这两类动物的嘴部几乎没有咀嚼功能，因此食物在口腔中停留的时间相对来说非常短。

#### 哺乳动物
哺乳动物的味蕾主要分布在舌头上表面及软腭上皮中，例如人类就是这一分布形式。